# Фомин, Вячеслав Викторович
Вячесла́в Ви́кторович Фоми́н (род. 7 марта 1969) — российский и советский футболист, полузащитник.

## Карьера
Воспитанник футбольной школы ЦСКА. В 1986—1989 годах играл во Второй лиге СССР за ЦСКА-2. В 1989 году перешёл в «Крылья Советов». В 1991 году собирался перейти в «Асмарал» поближе к семье, но после распада СССР «Крылья» перешли в Высшую лигу России, и Фомин остался ещё на два сезона. В общей сложности за «Крылья» провел 107 матчей и забил 12 голов (из них в Высшей лиге 18 матчей и 1 гол). В 1993—1998 годах защищал цвета «Нефтехимика».

## Достижения
- Победитель 2-й зоны Второй лиги: 1989
- Серебряный призёр зоны «Центр» Второй лиги: 1991
- Бронзовый призёр зоны «Центр» Второй лиги: 1990